# Molveno
Molveno (Molvén in dialetto trentino) è un comune italiano di 1 095 abitanti della provincia autonoma di Trento.

## Geografia fisica

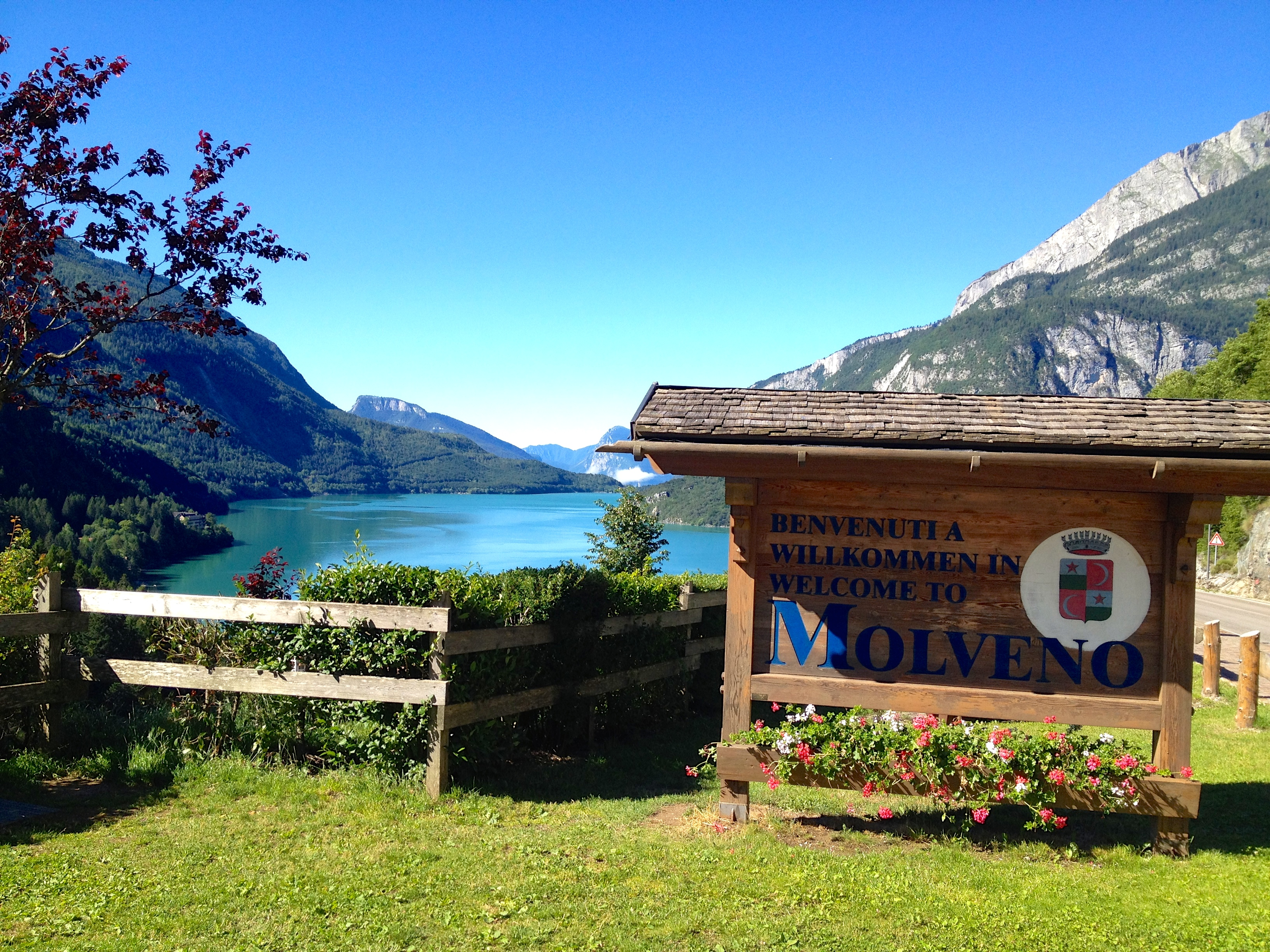
Il lago di Molveno

Situato sulle rive dell'omonimo lago nel Trentino occidentale, sorge ai piedi delle Dolomiti di Brenta e del massiccio della Paganella, all'estremità orientale del parco naturale Adamello-Brenta.
Il parco, il lago e l'accesso privilegiato alle cime delle Dolomiti di Brenta, attraverso la Valle delle Seghe, ne fanno da più di un secolo una rinomata località turistica. Tra gli ospiti illustri il re del Belgio Alberto I, il poeta Antonio Fogazzaro, l'ingegnere ed esploratore Umberto Nobile, lo scrittore Alberto Moravia.
Il Touring Club Italiano ha conferito alla località di Molveno il riconoscimento della bandiera arancione per la qualità dell'accoglienza e dei servizi turistici.
Nel 2011 è stato premiato da Legambiente e dal TCI con il marchio di qualità ambientale "5 vele" per la qualità dell'acqua, della spiaggia, dei servizi e della sicurezza.

### Territorio
Il territorio è caratterizzato da una valle creatasi oltre 4000 anni fa quando una frana delle montagne circostanti ha favorito la creazione del lago di Molveno. Il terreno degrada dalle superfici montagnose sino al lago per molti chilometri, creando un passaggio che collega la Val di Non con le Giudicarie Esteriori e poi con la Valle dei Laghi.

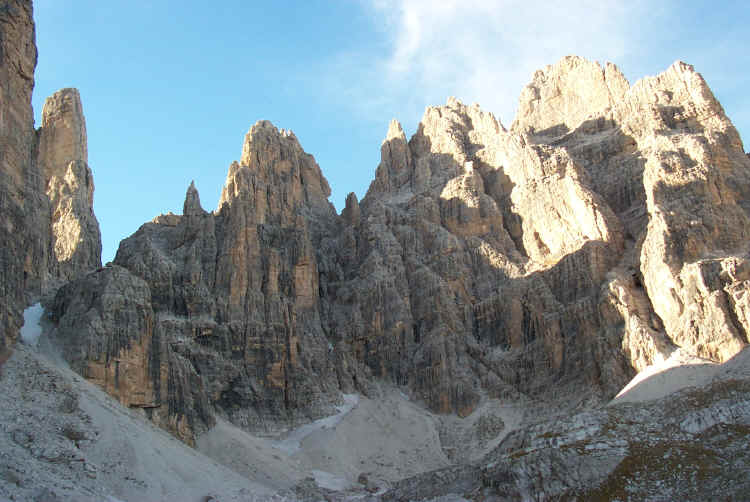
Campanile basso e Sfulmini

L'area dell'abitato è completamente circondata da monti delle Dolomiti di Brenta: Cima Brenta, Cima Tosa, Croz dell'Altissimo, Campanile basso, Catena degli Sfulmini, Torre di Brenta, Cima Armi, Cima Lasteri, Piz Galin, Monte Gazza e Altopiano del Pradel.

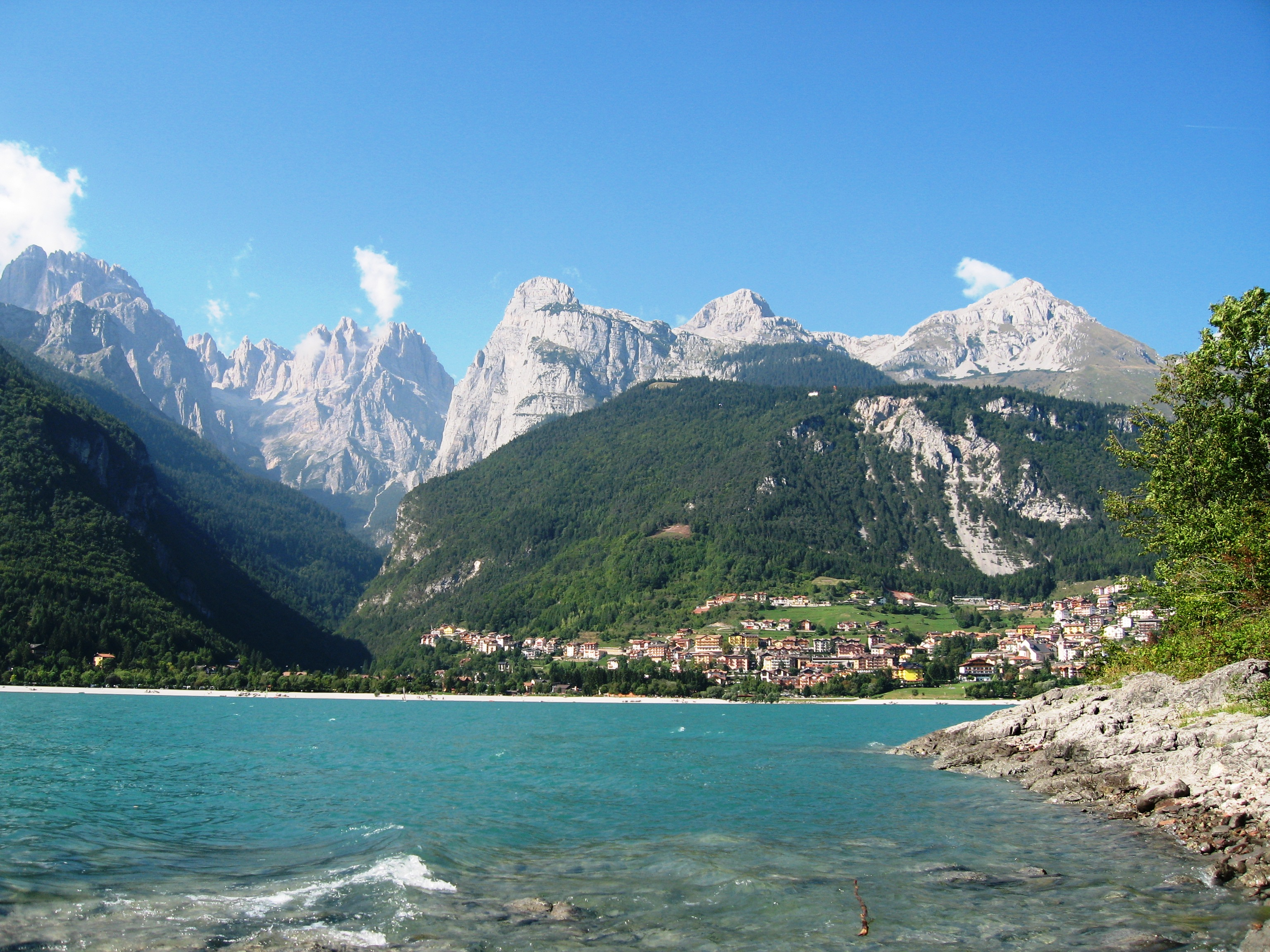
Lago di Molveno

Il Lago di Molveno è un lago alpino di origine naturale, formatosi circa 4.000 anni fa a seguito di un'imponente frana. È il secondo lago per estensione del Trentino-Alto Adige (3,27 km² di superficie) ed ha una profondità massima di 123 metri. La "preziosa perla in più prezioso scrigno", come il poeta Antonio Fogazzaro lo definiva, deve gran parte del suo fascino alla cornice naturale che lo circonda: ad ovest si erge la catena centrale delle Dolomiti di Brenta, con Campanile Basso, Croz dell'Altissimo, Sfulmini, Cima Tosa e a sud est il massiccio del monte Gazza e della Paganella.
L'altopiano del Pradel si estende a nord dell'abitato di Molveno, al quale appartiene amministrativamente, ed al quale è collegato tramite una cabinovia ad agganciamento automatico Molveno-Pradel. Esiste anche una strada da Andalo percorribile in automobile previo permesso rilasciato dal Comune di Molveno. La posizione dell'altopiano di Pradel ne fa una perfetta porta d'accesso per la parte centrale delle Dolomiti di Brenta per escursionisti ed alpinisti.
Dal punto di vista turistico, sull'altopiano sono presenti diversi alberghi, un rifugio ed una malga. È inoltre presente una fattoria didattica dedicata ai più piccoli ed un parco avventura.

### Clima
Molveno ha temperature rilevate dalla stazione meteorologica di Trento nel trentennio 1961-1990: la temperatura media del mese più freddo, gennaio, si attesta a +1,6 °C, mentre quella del mese più caldo, luglio, è di +22,4 °C.
Le precipitazioni medie annue sono abbondanti e superano i 900 mm, distribuite su una media di 88 giorni, con maggiore frequenza in primavera ed in estate.
| MOLVENO             | Mesi | Mesi | Mesi | Mesi | Mesi | Mesi | Mesi | Mesi | Mesi | Mesi | Mesi | Mesi | Stagioni | Stagioni | Stagioni | Stagioni | Anno |
| MOLVENO             | Gen  | Feb  | Mar  | Apr  | Mag  | Giu  | Lug  | Ago  | Set  | Ott  | Nov  | Dic  | Inv      | Pri      | Est      | Aut      | Anno |
| ------------------- | ---- | ---- | ---- | ---- | ---- | ---- | ---- | ---- | ---- | ---- | ---- | ---- | -------- | -------- | -------- | -------- | ---- |
| T. max. media (°C)  | 5,1  | 7,9  | 12,8 | 17,3 | 21,2 | 25,5 | 28,2 | 27,0 | 23,0 | 16,5 | 9,9  | 5,8  | 6,3      | 17,1     | 26,9     | 16,5     | 16,7 |
| T. min. media (°C)  | −1,8 | 0,0  | 3,6  | 7,1  | 10,7 | 14,4 | 16,6 | 16,1 | 13,1 | 7,8  | 3,0  | −0,9 | −0,9     | 7,1      | 15,7     | 8,0      | 7,5  |
| Precipitazioni (mm) | 58   | 45   | 74   | 68   | 106  | 96   | 76   | 94   | 79   | 83   | 107  | 59   | 162      | 248      | 266      | 269      | 945  |
| Giorni di pioggia   | 5    | 5    | 8    | 7    | 11   | 10   | 8    | 9    | 6    | 6    | 8    | 5    | 15       | 26       | 27       | 20       | 88   |

- Classificazione climatica: zona E

## Storia

### Dalle origini all'epoca moderna
Centro abitato sin dal neolitico, a causa della sua posizione strategica all'ingresso dell'Altipiano Brenta - Paganella, venne abitato continuativamente sino all'età del bronzo (circa 3000 anni fa), quando l'insediamento venne abbandonato a seguito di una frana che ostruì la valle e alla formazione del lago di Molveno.
Occupato dai romani nel 15 d.C., l'insediamento divenne ben presto un importante centro di controllo militare su tutta la vallata.
Nel medioevo il paese fu oggetto di accese dispute tra il Vescovado di Trento, i Conti del Tirolo e i Conti di Flavon. Quest'ultima famiglia riuscì a prevalere e già nel '200 il paese viene citato come accorpato ai feudi di Sporo-Rovina e Visione, ma nel giro di breve tempo il vescovo di Trento, Enrico de Metis, attuò un'opera di espropriazione di questi feudi a danni della famiglia locale.
Dal 1311, con la costruzione del vicino Castel Belfort di Spormaggiore, la cittadina venne infeudata a Tissone, notaio di Sporo, la cui famiglia ne passò il dominio poi ai Thun della Valle di Non ed ai Signori di Reifer fino a quando nel 1429 la giurisdizione passò definitivamente alla famiglia Thun.

### Dal Seicento alla fine del XIX secolo
Dopo il tumultuoso periodo della Guerra di successione spagnola, tutti i paesi dell'altopiano tra cui Molveno godettero di un lungo periodo di pace che si protrasse sino alla fine del Settecento quando l'area venne occupata dalle truppe napoleoniche che risalivano le Giudicarie. Per contrastare l'avanzata dei francesi, tra il 1802 ed il 1805 il Comando militare austriaco fece erigere delle fortificazioni sulle sponde del lago. Tali opere difensive, comunemente dette "Fortini di Napoleone", si possono vedere ancora oggi sul promontorio del Monte Corno, sulla riva occidentale del lago.
Nel 1806 Molveno assieme al Trentino entrò a far parte del Regno di Baviera e dal 1810 al 1813 passò sotto il Regno d'Italia napoleonico divenendo una frazione del comune di Spor assieme ad Andalo. Con la restaurazione degli austriaci, nel 1824 l'intera area venne posta sotto la giurisdizione di Mezzolombardo, fatto che però peggiorò notevolmente l'economia locale con un tracollo finanziario generale.
Da un censimento del 1852 apprendiamo che la cittadina contava 332 abitanti ma con l'inizio dell'attività turistica legata al vicino lago nel 1864, il paese si riprese a pieno ritmo e giunse al doppio degli abitanti nel 1900.

### Il Novecento
Nel 1894 il paese si fece promotore della costruzione della via carrozzabile Molveno-Mezzolombardo per rendere più scorrevole la tratta dei turisti che sempre più affollavano l'area in tutti i periodi dell'anno. Nacquero in quel periodo le prime strutture alberghiere ed una cassa rurale.
Con la prima guerra mondiale iniziò un nuovo periodo buio per il paese che minacciò di vanificare gli sforzi compiuti nell'Ottocento: con l'annessione del Trentino al Regno d'Italia, si procedette in tutta la zona ad un cambio monetale tra corona austriaca e lira italiana che svalutò la moneta del 40%, oltre al numero di soldati richiamati al fronte e il pericolo rappresentato dall'influenza spagnola.
Il comune divenne però indipendente nel 1919 ed in quell'anno si tennero le prime elezioni comunali. Nel 1920 venne anche realizzata la prima centrale idroelettrica dell'area che garantiva corrente al paese. Il paese riprese quindi l'attività turistica con la costruzione del primo tronco della funivia del Pradel nel 1953, e quella alpinistica con l'apertura di nuovi rifugi in alta quota.
Sino al secolo scorso, il toponimo italiano "Molveno" era a volte affiancato da quello in lingua tedesca Malfein, oggi tuttavia caduto in disuso.

### Simboli
Stemma
Lo stemma è stato riconosciuto con D.C.G. del 22 maggio 1929.
Gonfalone

## Monumenti e luoghi d'interesse

### Architetture religiose

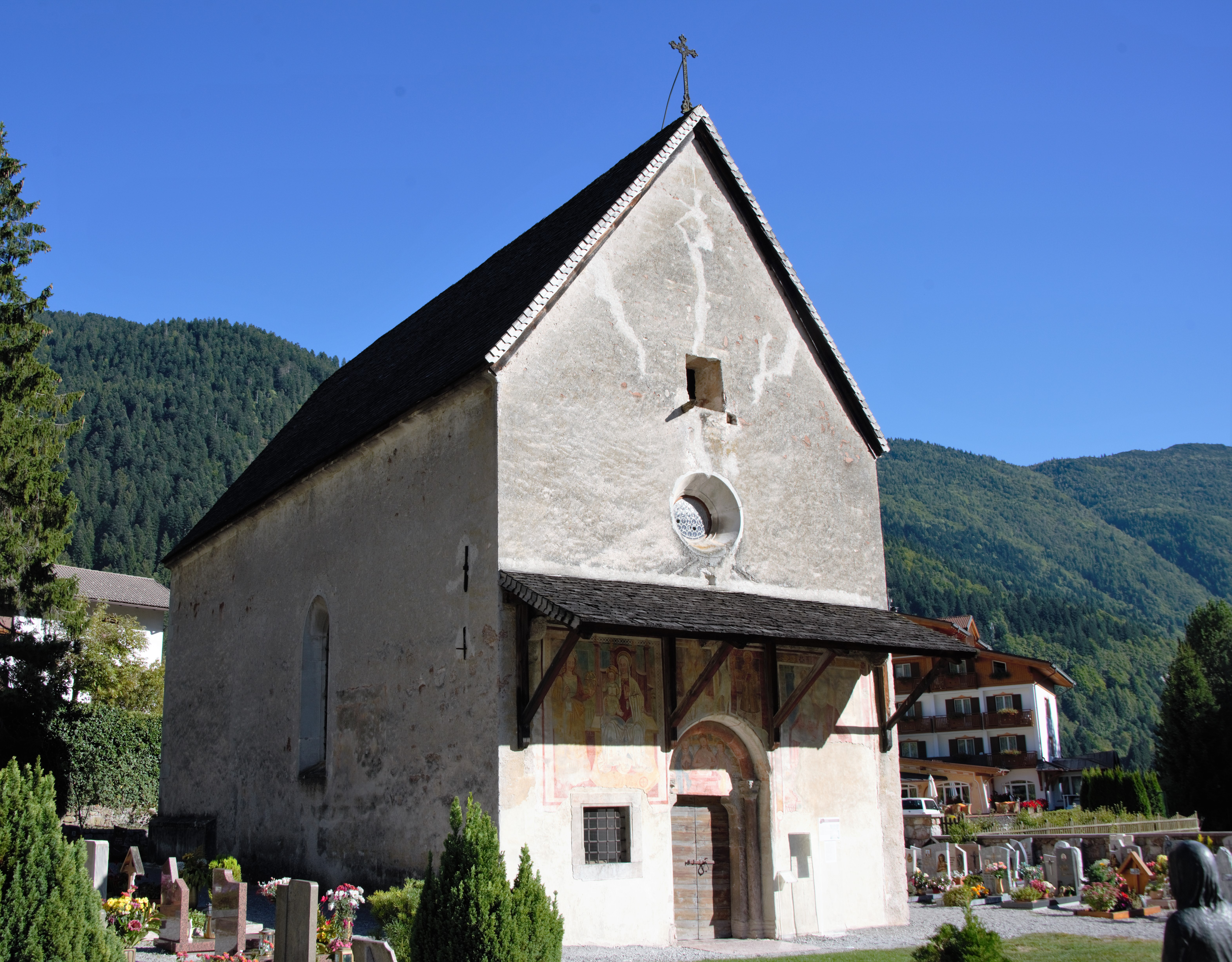
Chiesa di San Vigilio

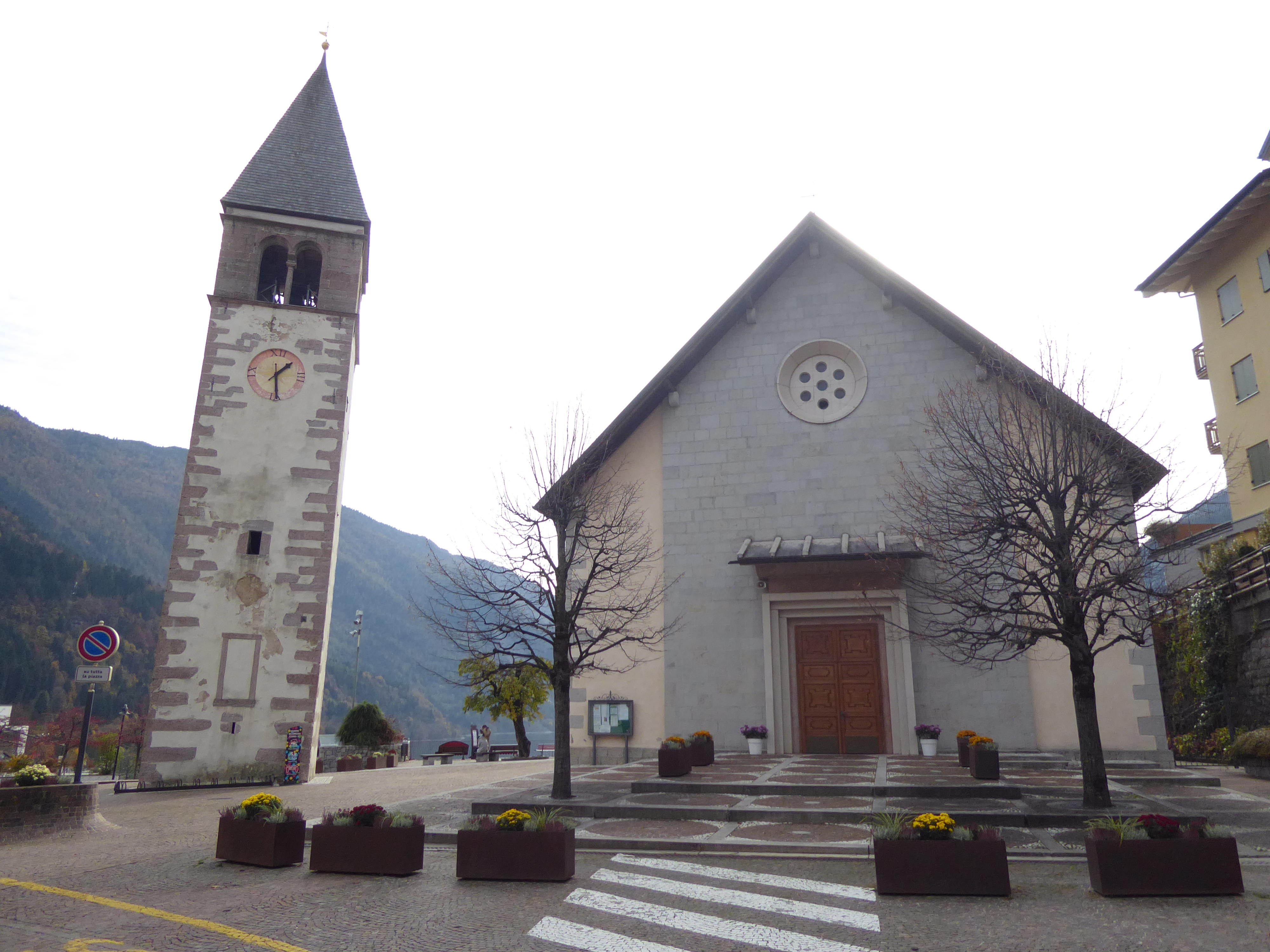
Chiesa di San Carlo Borromeo

- Chiesa di San Vigilio. Risale al XIII secolo. In stile romanico, presenta un portale con una lunetta affrescata da un pittore anonimo con le figure della Madonna, San Giovanni Battista e Gesù. Nella parte superiore si trova un ciclo di affreschi che raffigurano una Madonna con Bambino affiancata dai santi Caterina, Vigilio, Antonio abate e Cristoforo. All'interno la chiesa presenta forme romaniche oltre ad alcune varianti di stile gotico ascrivibili ai restauri del 1536. L'abside è l'unica parte largamente affrescata della chiesa con una splendida "Ultima cena" oltre ad altre raffigurazioni di Sant'Elena, Sant'Antonio con un Angelo, San Rocco e un frammento di una crocifissione, tutti risalenti al Duecento. Nel 1536 la comunità molvenese procedette ad un ampliamento della piccola chiesa e vennero realizzati nuovi muri perimetrali, rifatta la pavimentazione ed aperte nuove finestre ad arco acuto tuttora presenti. Gli ultimi interventi sulla chiesa vennero effettuati nel 1875 con la realizzazione della sacrestia. Per il suo valore storico e per la sua fattura artistica di grande pregio, la chiesa di San Vigilio è divenuta bene culturale della Provincia autonoma di Trento.
- Chiesa di San Carlo Borromeo. Eretta nel 1940 su una struttura risalente al Seicento della quale internamente sono conservati due preziosi altari lignei del 1642 dedicati a Sant'Antonio e alla Madonna, nonché la grande ancona dell'altar maggiore. Esternamente è stato mantenuto il campanile romanico con bifore e cuspide piramidale. Dopo la sua costruzione, la chiesa venne danneggiata da un incendio nel 1976.

### Architetture civili

#### Forti di Napoleone
Quelli denominati impropriamente come "Forte di Napoleone" sono dei ruderi di fortificazioni austriache realizzate in epoche diverse.
Le prime fortificazioni presenti vennero realizzate sul dosso di Mezzolago e consistono in trincee realizzate nell'agosto del 1703, nell'ambito della Guerra di successione spagnola contro i francesi da sud.
Altre fortificazioni, di maggior rilievo, vennero realizzate tra il 1796 ed il 1801 per combattere le invasioni dell'esercito napoleonico che nelle tre invasioni del Trentino di quegli anni, in due casi passarono per Molveno. Questo fatto spinse il comando dell'esercito e le autorità locali a realizzare delle fortificazioni sul passo verso la Val di Non. Vennero così realizzati quattro fortilizi ancora oggi esistenti ed aventi il nome di Dos Corno, Sella di Mezzolago, Baita Fortini e Forte Alto, tutti iniziati contemporaneamente nel luglio del 1805 e terminati nel novembre di quello stesso anno. Oltre alle costruzioni venne sfruttata una naturale caverna nella roccia alla quale vennero agganciate delle trincee artificiali.
I forti vennero successivamente restaurati ed utilizzati come postazioni d'artiglieria e alloggio per una compagnia e mezza di fanteria (400 uomini circa), durante la prima guerra mondiale quando l'esercito austriaco decise di inserire Molveno nella linea difensiva "Trento-Predazzo".

#### Palazzo Saracini

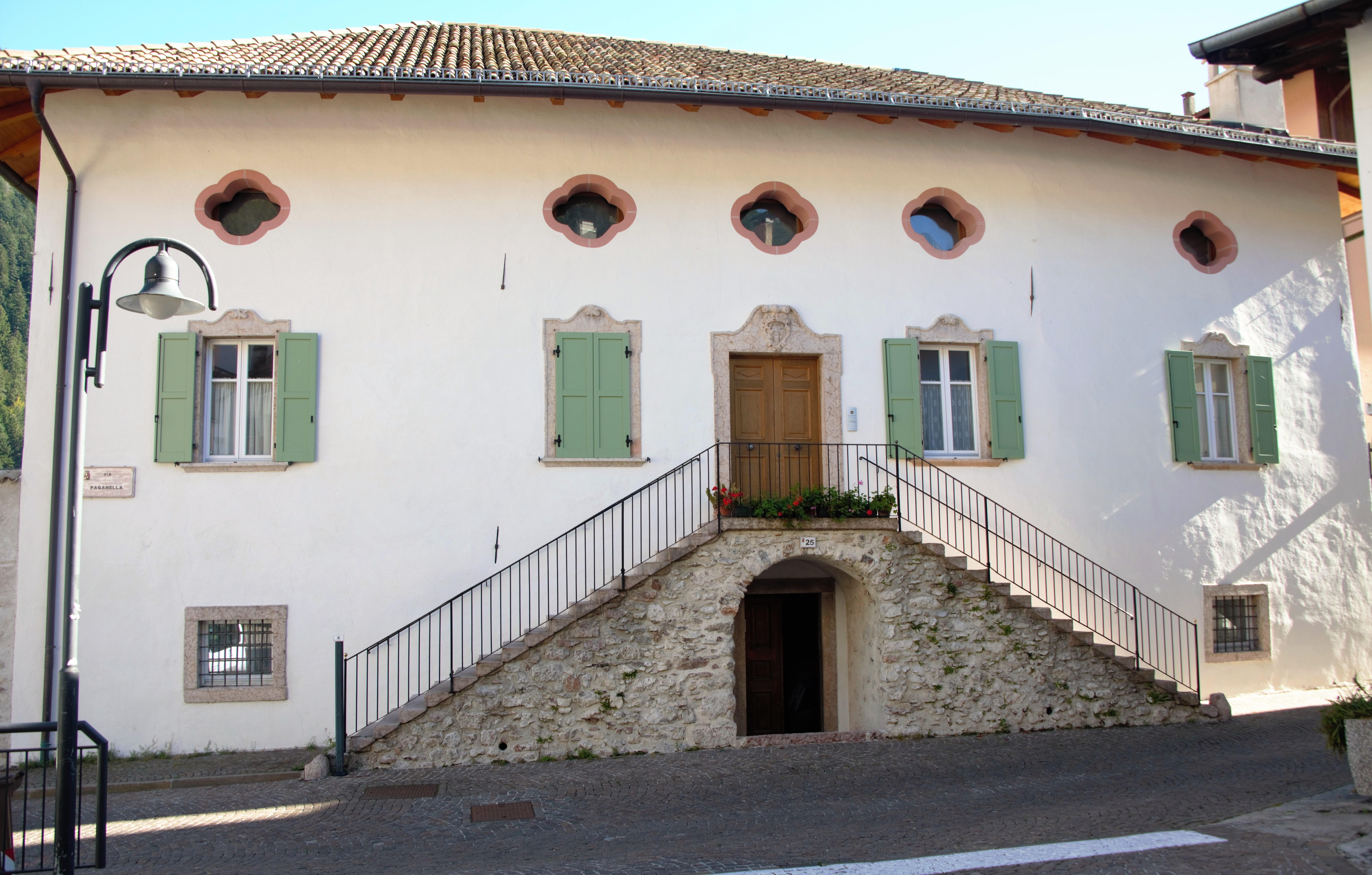
Palazzo Saracini

Edificio del Seicento, un tempo residenza nobiliare dei conti Saracini di Belfort (originari di Trento), un tempo feudatari del borgo, è posto nel centro storico di Molveno ed attualmente è sede della casa parrocchiale locale. Di stile barocco, l'esterno è caratterizzato dalla presenza di una fila di finestre quadrilobate che sovrastano la facciata principale, caratterizzata da una doppia scalinata in pietra locale che, soprelevandosi, conduce al portale d'ingresso e nel contempo delinea lo spazio della cantina sottostante. All'interno si trova uno splendido scalone a doppia rampa, sempre del XVII secolo.

#### Segheria veneziana

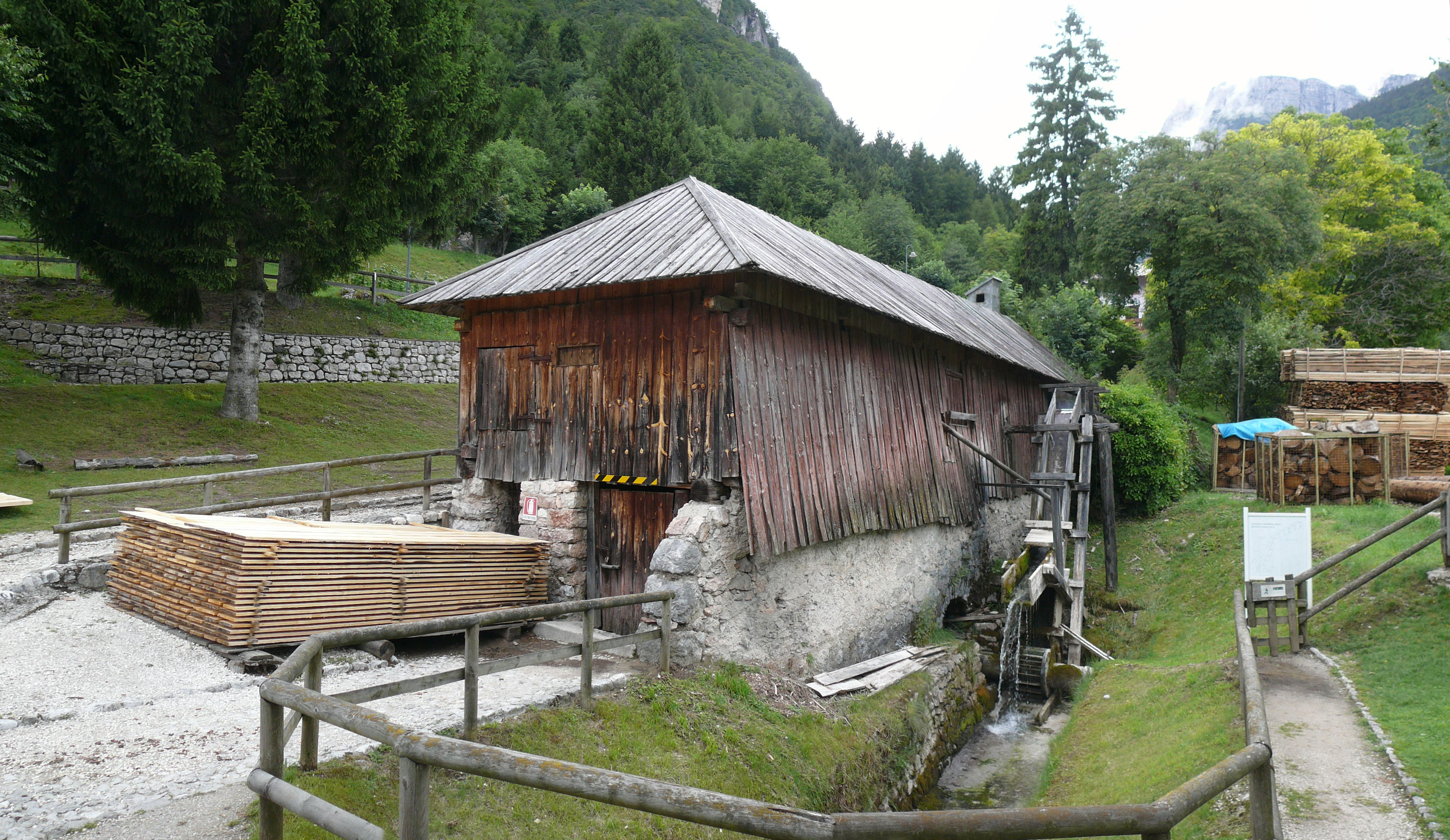
L'antica segheria veneziana

Edificata dagli abitanti del paese nel Cinquecento su sollecitazione del parroco don Taialacqua che promosse largamente il miglioramento delle condizioni economiche popolazione locale.
L'edificio, di forma rettangolare (11 m × 5 m), è organizzato su due piani: nel piano superiore sono presenti un carro ed un telaio d'epoca, affiancati da uno stanzino di servizio. Al piano inferiore, invece, si trovava la sega vera e propria con gli organi di trasmissione funzionanti ad acqua tramite una ruota esterna.
Per la valenza storica e sociale e per l'eccellente stato di conservazione, la segheria alla veneziana "Taialacqua" è stata inserita nell'Itinerario Etnografico Trentino.

## Società

### Evoluzione demografica
Abitanti censiti

## Amministrazione

### Sindaci dal 1995
| Periodo | Periodo   | Primo cittadino | Partito      | Carica  | Note |
| ------- | --------- | --------------- | ------------ | ------- | ---- |
| 1995    | 2010      | Paolo Nicolussi | Lista civica | Sindaco |      |
| 2010    | 2015      | Ruggero Franchi | Lista civica | Sindaco |      |
| 2015    | 2020      | Luigi Nicolussi | Lista civica | Sindaco |      |
| 2020    | 2025      | Matteo Sartori  | Lista civica | Sindaco |      |
| 2025    | In carica | Lorenzo Donini  | Lista civica | Sindaco |      |

### Variazioni
La circoscrizione territoriale ha subito le seguenti modifiche: nel 1928 aggregazione di territori del soppresso comune di Andalo; nel 1947 distacco di territori per la ricostituzione del comune di Andalo (Censimento 1936: pop. res. 817).

## Sport

### Calcio
La principale squadra di calcio del paese è l’A.S.D. MolvenoSpor (nata dalla fusione tra l'A.S.D. Molveno 1977 e l’U.S. Spormaggiore), che gioca nel campionato di promozione trentino. I colori sociali sono il rosso e l'azzurro.

### Rally
Nacque a Molveno anche il noto pilota di rally Attilio Bettega. Che corse alla Lancia nel 1983, anno in cui la casa automobilistica divenne campione del mondo di rally.